# Christoph Gottlieb von Murr

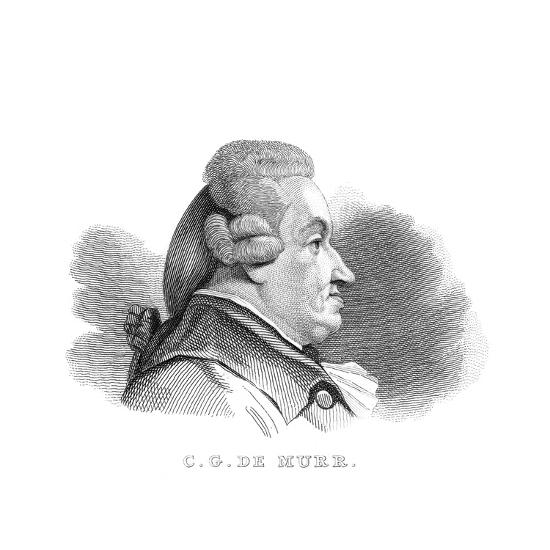
Porträt von Christoph Gottlieb von Murr, 1791

Christoph Gottlieb von Murr, auch zitiert als Christopherus Theophilus de Murr (* 6. August 1733 in Nürnberg; † 8. April 1811 ebenda) war ein deutscher Jurist, Zollbeamter, Bibliograf und Universalgelehrter.

## Leben
Christoph Gottlieb von Murr studierte an der Universität Altdorf, unter anderem bei Johann Heumann von Teutschenbrunn, und wurde 1754 in den Rechtswissenschaften promoviert. Neben seinem Hauptfach Jura studierte der vielseitig interessierte Murr auch Philosophie, Mathematik, Archäologie und Geschichte. Nach seiner Promotion widmete er sich zunächst einer Geschichte der staufischen Kaiser, vor allem Friedrichs II. Auf seinen Studienreisen 1756–61 durch die Niederlande, England, Österreich und Italien knüpfte er Beziehungen zu zahlreichen Gelehrten, mit denen er zeit seines Lebens in reger Korrespondenz stand, und erwarb eine umfangreiche Kunst- und Autographensammlung. Bei einem Aufenthalt in Strassburg kam der Protestant Murr auch in Kontakt mit dem 1773 aufgehobenen Jesuitenorden, für den er sich fortan publizistisch verwenden sollte.
Nach der Rückkehr von seinen Reisen wurde Murr Zoll- und Waagamtmann in Nürnberg. Daneben veröffentlichte er zahlreiche literatur-, kunst- und allgemeingeschichtliche Werke, insbesondere zur Nürnberger Kunst-, Handwerks- und Kulturgeschichte. Außerdem war er Herausgeber des Journals zur Kunstgeschichte und zur allgemeinen Litteratur (1775–89) und des Neuen Journals zur Litteratur und Kunstgeschichte (1798–99). Seine 1790 erschienene Monographie zur Geschichte des Dreißigjährigen Krieges lag später Friedrich Schiller beim Verfassen seines Wallenstein vor. Murr war unter anderem Mitglied des königlichen historischen Instituts zu Göttingen, der Gesellschaft Naturforschender Freunde zu Berlin sowie der königlich-bayerischen Akademie der Wissenschaften.

## Werke
- Essai sur l'histoire des poëtes tragiques grecs. Nürnberg 1760 (Digitalisat)
- (Übs.:) Haoh Kjöh Tschwen, d. i. die angenehme Geschichte des Haoh Kjöh. Ein chinesischer Roman, in vier Büchern. Aus dem Chinesischen in das Englische, und aus diesem in das Deutsche übersetzet. Leipzig 1766 (Digitalisat) – enthält ab S. 621 einen „Versuch einer chinesischen Sprachlehre für die Deutschen“
- Anmerkungen über Herrn Leßings Laokoon. Erlangen 1769 (Digitalisat)
- Bibliothèque de peinture, de sculpture, et de gravure. Frankfurt/Leipzig 1770 (Digitalisat Bd. 1)
- Briefe eines Protestanten über die Aufhebung des Jesuiterordens. [Stuttgart] 1773/74; Augsburg 1775
- Journal zur Kunstgeschichte und zur allgemeinen Litteratur. Nürnberg 1775–89
  - Erster Theil. 1775 (Digitalisat)
  - Zweyter Theil. 1776 (Digitalisat)
  - Dritter Theil. 1776 (Digitalisat)
  - Vierter Theil. 1777 (Digitalisat)
  - Fünfter Theil. 1777 (Digitalisat)
  - Sechster Theil. 1778 (Digitalisat)
  - Siebenter Theil. 1779 (Digitalisat) – enthält ab S. 240 Köglers „Notitiae quaedam circa SS. Biblia Iudaeorum in Cai fung, metropoli Provinciae Ho nân in Imperio Sinensi“ (vgl. unten die Werke von 1805, 1806)
  - Achter Theil. 1780 (Digitalisat)
  - Neunter Theil. 1780 (Digitalisat)
  - Zehnter Theil. 1781 (Digitalisat)
  - Eilfter Theil. 1783 (Digitalisat)
  - Zwölfter Theil. 1784 (Digitalisat)
  - Dreyzehnter Theil. 1784 (Digitalisat)
  - Vierzehnter Theil. 1787 (Digitalisat)
  - Funfzehnter Theil. 1787 (Digitalisat)
  - Sechszehnter Theil. 1788 (Digitalisat)
  - Siebenzehnter Theil. 1789 (Digitalisat)
- Beschreibung der vornehmsten Merkwürdigkeiten in des H. R. Reichs freyen Stadt Nürnberg und auf der hohen Schule zu Altdorf. Nürnberg 1778 (Digitalisat), 2. Aufl. Nürnberg 1801 (Digitalisat)
- Reisen einiger Missionarien der Gesellschaft Jesu in Amerika. Nürnberg 1785 (Digitalisat)
- Beyträge zur Geschichte des dreyßigjährigen Krieges, insonderheit des Zustandes der Reichsstadt Nürnberg, während desselben. Nebst Urkunden und Erläuterungen zur Geschichte des berühmten kaiserlichen Generalissimus Albrecht Wallensteins, Herzogs zu Friedland. Nürnberg 1790 (Digitalisat)
- Neues Journal zur Litteratur und Kunstgeschichte. Leipzig 1798–99
  - Erster Theil. 1798 (Digitalisat)
  - Zweyter Theil. 1799 (Digitalisat)
- Litterae patentes imperatoris sinarum Kang-hi. Sinice et latine. Cum interpretatione R. P. Ignatii Koegleri. Nürnberg/Altdorf 1802 (Digitalisat)
- Designatio scriptorum editorum et edendorum a Christophoro Theophilo de Murr. Nürnberg 1802 (Digitalisat), 2. Aufl. Nürnberg 1805 (Digitalisat)
- (Hrsg.:) Ignatii Koegleri, S. J. ... Notitiae S. S. bibliorum Judaeorum in imperio Sinensi. Editio altera, auctior. Seriem chronologicam atque diatriben de Sinicis S. S. bibliorum versionibus addidit Christophor. Theophil. de Murr. Halle 1805 (Digitalisat) – als „2. Aufl.“ (Editio altera) bezeichnet gegenüber der Erstveröffentlichung im Journal zur Kunstgeschichte (7. Teil, 1779, s. o.)
- (Hrsg.:) Versuch einer Geschichte der Juden in China. Nebst P. Ignaz Köglers Beschreibung ihrer heiligen Bücher in der Synagoge zu Kai-fong-fu. Halle 1806 (Digitalisat) – dt. Umarbeitung des lat. Originals von 1805